# Eleição municipal de Caieiras em 2016
A eleição municipal de Caieiras em 2016 foi realizada para eleger um prefeito, um vice-prefeito e 10 vereadores no município de Caieiras, no estado brasileiro de São Paulo. Foram eleitos Gerson Moreira Romero (PSD) e Adriano César da Silveira Zambelli para os cargos de prefeito(a) e vice-prefeito(a), respectivamente.
Seguindo a Constituição, os candidatos são eleitos para um mandato de quatro anos a se iniciar em 1º de janeiro de 2017. A decisão para os cargos da administração municipal, segundo o Tribunal Superior Eleitoral, contou com 65 514 eleitores aptos e 12 022 abstenções, de forma que 18.35% do eleitorado não compareceu às urnas naquele turno.

## Antecedentes
O candidato eleito para o cargo de prefeito na eleição municipal de Caieiras de 2012 foi Dr. Roberto Hamamoto, do PSD, que derrotou seu principal rival, José Carlos Miranda, até então filiado ao PT, ainda no primeiro turno. Ele se elegeu com um total de 65,13% de votos válidos, enquanto seu oponente obteve apenas 26,41%.  

## Campanha
Em sua campanha, Gerson Moreira Romero optou por destacar suas qualidades como gestor e seu passado na política: ele é bacharel em direito e autointitulado excelente empresário, foi vereador duas vezes, atuou como vice-presidente da Câmara Municipal de Caieiras e ocupou por um tempo o cargo de vice-prefeito e secretário de obras da cidade. 
Em seu plano de governo, Gersinho Romero (como chamado durante a campanha) deu maior importância para as áreas de saúde e de infraestrutura e mobilidade urbana. 

## Resultados

### Eleição municipal de Caieiras em 2016 para Prefeito
A eleição para prefeito contou com 6 candidatos em 2016: Cleber Furlan do Partido Socialista Brasileiro, Stelio Leal Pessanha do Partido da Mobilização Nacional, Gerson Moreira Romero do Partido Social Democrático (2011), Paulo Roberto Osio do Partido da Social Democracia Brasileira, Lazaro Tonolli do Avante, Catia de Freitas Oliveira do Partido Socialismo e Liberdade que obtiveram, respectivamente, 12 248, 543, 16 331, 10 962, 679, 1 495 votos. O Tribunal Superior Eleitoral também contabilizou 18.35% de abstenções nesse turno. 
| Candidato(a)                     | Vice                                | Coligação                                      | Votos recebidos | Percentual |
| -------------------------------- | ----------------------------------- | ---------------------------------------------- | --------------- | ---------- |
| Gerson Moreira Romero (PSD)      | Adriano César da Silveira Zambelli  | Para Caieiras Continuar Crescendo              | 16331           | 38.65%     |
| Cleber Furlan (PSB)              | Manuel Jeronimo Gomes Franco        | Caieiras Vida Nova                             | 12248           | 28.98%     |
| Paulo Roberto Osio (PSDB)        | Debora Nonato da Silva              | Renova Caieiras                                | 10962           | 25.94%     |
| Catia de Freitas Oliveira (PSOL) | Israel Mauricio de Moraes Nicoletti | Partido Socialismo e Liberdade (sem coligação) | 1495            | 3.54%      |
| Lazaro Tonolli (AVANTE)          | Alison Pereira da Silva             | Avante (sem coligação)                         | 679             | 1.61%      |
| Stelio Leal Pessanha (PMN)       | Micheli de Jesus Nascimento Garcia  | Esperança para Caieiras                        | 543             | 1.28%      |

### Eleição municipal de Caieiras em 2016 para Vereador
Na decisão para o cargo de vereador na eleição municipal de 2016, foram eleitos 10 vereadores com um total de 45 828 votos válidos. O Tribunal Superior Eleitoral contabilizou 2 911 votos em branco e 4 753 votos nulos. De um total de 65 514 eleitores aptos, 12 022 (18.35%) não compareceram às urnas .
| Nome                              | Partido político                               | Coligação                         | Votos recebidos | Percentual |
| --------------------------------- | ---------------------------------------------- | --------------------------------- | --------------- | ---------- |
| Gilmar Soares Vicente             | Partido Popular Socialista (PPS)               | Para Caieiras Continuar Avançando | 2559            | 5.58%      |
| Anderson Cardoso da Silva         | Movimento Democrático Brasileiro (MDB)         | Unidos por Caieiras               | 2208            | 4.82%      |
| Josefa Maria Marques Santos       | Partido Social Democrático (PSD)               | Para Caieiras Continuar Avançando | 1321            | 2.88%      |
| Wladimir Panelli                  | Partido Socialista Brasileiro (PSB)            | Compromisso com o Povo            | 1278            | 2.79%      |
| Eudes Oliveira Santos Meira       | Partido Progressista (PP)                      | Avança Caieiras                   | 1264            | 2.76%      |
| Nelson Fiore Junior               | Partido Progressista (PP)                      | Avança Caieiras                   | 1162            | 2.54%      |
| Josie Cristine Aranha Dártora     | Partido da Social Democracia Brasileira (PSDB) | Renova Caieiras                   | 1148            | 2.51%      |
| Fabricio Calandrini Nogueira      | Movimento Democrático Brasileiro (MDB)         | Unidos por Caieiras               | 1109            | 2.42%      |
| Reginaldo de Oliveira Vasconcelos | Partido Socialista Brasileiro (PSB)            | Compromisso com o Povo            | 991             | 2.16%      |
| Jose Carlos Dantas de Menezes     | Partido Progressista (PP)                      | Avança Caieiras                   | 879             | 1.92%      |

## Análise
A vitória de Gerson Moreira para a prefeitura de Caieiras configura-se como apenas uma dentre todas as prefeituras da região do Grande ABC caieiras nao faz parte do grande abc ) caieiras é regiao oeste de sp que não tiveram, pela primeira vez desde sua fundação, um candidato eleito do Partido dos Trabalhadores. Este é um fato relevante e curioso, já que o PT foi fruto da aproximação entre os movimentos sindicais da região do ABCD, e supostamente exerceria uma grande influência nessa área. 
Gerson Moreira Romero e Adriano César da Silveira Zambelli foram empossados em 1º de janeiro de 2017.